# Hauteville (Fribourg)
Pour les articles homonymes, voir Hauteville.
Hauteville ( en Patois Fribourgeois) est une localité et une commune suisse du canton de Fribourg, située dans le district de la Gruyère.

## Géographie
Hauteville est située sur les flancs du massif de La Berra et borde le lac de la Gruyère, à environ 20 km de Fribourg et à 8 km de Bulle.
Selon l'Office fédéral de la statistique, Hauteville mesure 1 052 ha. 4,7 % de cette superficie correspond à des surfaces d'habitat ou d'infrastructure, 50,9 % à des surfaces agricoles, 43,6 % à des surfaces boisées et 0,8 % à des surfaces improductives.
L'altitude de Hauteville varie fortement, entre 677 et 1490 m. Hauteville compte de nombreux ruisseaux, dont les trois principaux sont le ruisseau des Branches, qui traverse tout le centre du village, le ruisseau du Ruz, qui coule le long du hameau du même nom et le ruisseau des Fourches qui a donné son nom à la chapelle qui se situe à l'entrée sud du village.
Hauteville est limitrophe de Corbières, La Roche, Marsens, Pont-en-Ogoz, Pont-la-Ville et Val-de-Charmey.

## Démographie
Selon l'Office fédéral de la statistique, Hauteville possède 702 habitants en 2022. Sa densité de population atteint 67 hab./km2.
Le graphique suivant résume l'évolution de la population de Hauteville entre 1850 et 2008 :

## Économie
Si la commune de Hauteville compte encore près d'une quinzaine d'exploitations agricoles, elle compte aussi un centre équestre, une maison d'édition, plusieurs artisans, une laiterie et même trois cafés restaurants (le Gîte d'Allières se situant sur son territoire communal). Cela représente en tout un peu plus d'une cinquantaine de places de travail.

## Patrimoine culturel
Un riche patrimoine, notamment une belle église du XVIIe siècle, entièrement rénovée en 1977, et de magnifiques demeures paysannes aux façades brunies par le temps.